# Дизалица за пацијенте
Дизалица за пацијенте је помоћни уређај који омогућава да се пацијенти у болницама и старачким домовима, као и људи који примају кућну здравствену негу, пребаце из кревета и столице или других сличних места, коришћењем електричне или хидрауличке енергије. Садржи дизало са ременом или дизало седеће–стојећи. Дизалица се користе за пацијенте чија је покретљивост ограничена. Деле се на покретне, подне или надземне дизалице.
Дизалица за пацијенте се користи уз истицање њених предности: омогућава премештање тешких пацијената, а истовремено смањује стрес неговатеља и смањује број медицинског особља потребног за премештање пацијената. Такође, смањује се могућност ортопедских повреда услед подизања пацијената.
Друга врста дизалица за пацијенте, која се називају плафонске, трајно се уграђују за плафон просторије како би се уштедео простор. Њене лоше стране у коришћењу су потенцијалне озбиљне повреде које могу настати неправилном употребом или неисправним функционисањем дизалице за пацијенте.